# 34666 Богюнсан
34666 Богюнсан (34666 Bohyunsan) — астероїд головного поясу, відкритий 4 грудня 2000 року.
Тіссеранів параметр щодо Юпітера — 3,182.